# Heliomeris soliceps
Heliomeris soliceps là một loài thực vật có hoa trong họ Cúc. Loài này được (Barneby) W.F.Yates mô tả khoa học đầu tiên năm 1979.